# Vadavalli
Vadavalli es una ciudad y nagar Panchayat situada en el distrito de Coimbatore en el estado de Tamil Nadu (India). Su población es de 39873 habitantes (2011). Se encuentra a 7 km de Coimbatore.

## Demografía
Según el censo de 2011 la población de Vadavalli era de 39873 habitantes, de los cuales 199936 eran hombres y 19937 eran mujeres. Vadavalli tiene una tasa media de alfabetización del 89,76%, superior a la media estatal del 80,09%: la alfabetización masculina es del 93,04%, y la alfabetización femenina del 86,49%.